# Chrysocharis latifossa
Chrysocharis latifossa är en stekelart som beskrevs av Christer Hansson 1985. Chrysocharis latifossa ingår i släktet Chrysocharis och familjen finglanssteklar.
Artens utbredningsområde är:
- Cypern.
- Libanon.
- Syrien.
- Turkiet.

Inga underarter finns listade i Catalogue of Life.